# Војводинци
Војводинци (рум. Voivodinț) су насеље у Србији у граду Вршац у Јужнобанатском округу. Према попису из 2022. било је 254 становника.

## Историја
У историјском периоду Војводинци су имали више имена:
- У XV веку место се звало
- У XVI веку
- -1911. године
- Војводинце-1922. године.

Године 1447. Војводинце (Vajdafolva ) је било у поседу Николе, сина Војводе Томе. Војводинце (Wojvodincz) је било у поседу Саве Велимировича из Каренбаша, са становништвом српске и румунске народности. Године 1717. било је 77 кућа. Касније како изгледа, било је новог досељавања, јер 1749. године броји већ 140 кућа. Подигнута је црква брвнара 1735. године, а 1751. било је два пароха. Аустријски царски ревизор Ерлер је 1774. године констатовао да место "Воиводинц" припада Вршачком округу и дистрикту. Становништво је било претежно влашко.
Почеле да се воде црквене матичне књиге 1778. године, а 1793-1794. подигнута је нова црква и школа. 23. априла 1795. привремено освештена. Аксеније Јанковић завршио иконостас 1808. године а 29. августа 1812. године извршено је свештање.
Године 1848. пописано је 1624 становника, од којих је било православних 1609, католика 12, и јевреја 5.
До раздвајања Банатске војне границе, код Војводинаца је била тромеђа Тамишког комитата и Војне границе. Отворено је једно подбележничко место. Године 1908-1909. подигнута је општинска кућа. Од 19010-1910. функционисало је поштанско звање. Заснован је општински катастар 1914. године.
У новијем времену је прираштај код становништва у застоју, па чак и у опадању: 1869-1731 становник: 1880-1654; 1890-1649; 1900-1558; 1910-1544 становника. По попису 31. јануара 1921. године пописано је 1388 становника, од којих је било: Срба-18, Словака-7, Румуна-1310, Немаца-26, Мађара-8, осталих-18 становника.

## Демографија
У насељу Војводинци живи 336 пунолетних становника, а просечна старост становништва износи 42,5 година (38,7 код мушкараца и 46,1 код жена). У насељу има 124 домаћинства, а просечан број чланова по домаћинству је 3,33.
Ово насеље је углавном насељено Румунима (према попису из 2002. године), а у последња три пописа, примећен је пад у броју становника.
|  |

| Демографија | Демографија | Демографија |
| Година      | Становника  | Становника  |
| ----------- | ----------- | ----------- |
| 1948.       | 1.196       |             |
| 1953.       | 1.098       |             |
| 1961.       | 1.012       |             |
| 1971.       | 902         |             |
| 1981.       | 727         |             |
| 1991.       | 593         | 461         |
| 2002.       | 417         | 542         |

| Етнички састав према попису из 2002.‍ | Етнички састав према попису из 2002.‍ | Етнички састав према попису из 2002.‍ | Етнички састав према попису из 2002.‍ | Етнички састав према попису из 2002.‍ |
| ------------------------------------ | ------------------------------------ | ------------------------------------ | ------------------------------------ | ------------------------------------ |
|                                      |                                      |                                      |                                      |                                      |
| Румуни                               | Румуни                               |                                      | 366                                  | 87,76%                               |
| Срби                                 | Срби                                 |                                      | 19                                   | 4,55%                                |
| Роми                                 | Роми                                 |                                      | 13                                   | 3,11%                                |
| Мађари                               | Мађари                               |                                      | 3                                    | 0,71%                                |
| Немци                                | Немци                                |                                      | 1                                    | 0,23%                                |
| Власи                                | Власи                                |                                      | 1                                    | 0,23%                                |
| непознато                            | непознато                            |                                      | 11                                   | 2,63%                                |

| \| \| м \| \| \| ж \| \| ? \| 0 \| \| \| 2 \| \| 80+ \| 3 \| \| \| 11 \| \| 75—79 \| 8 \| \| \| 20 \| \| 70—74 \| 11 \| \| \| 16 \| \| 65—69 \| 11 \| \| \| 14 \| \| 60—64 \| 11 \| \| \| 17 \| \| 55—59 \| 12 \| \| \| 11 \| \| 50—54 \| 13 \| \| \| 14 \| \| 45—49 \| 15 \| \| \| 9 \| \| 40—44 \| 15 \| \| \| 8 \| \| 35—39 \| 10 \| \| \| 12 \| \| 30—34 \| 16 \| \| \| 14 \| \| 25—29 \| 18 \| \| \| 12 \| \| 20—24 \| 8 \| \| \| 15 \| \| 15—19 \| 8 \| \| \| 17 \| \| 10—14 \| 17 \| \| \| 6 \| \| 5—9 \| 12 \| \| \| 8 \| \| 0—4 \| 15 \| \| \| 8 \| \| Просек : \| 38,7 \| \| \| 46,1 \| |      |  |  |      |
| |      |  |  |      |
| | м    |  |  | ж    |
| ? | 0    |  |  | 2    |
| 80+ | 3    |  |  | 11   |
| 75—79 | 8    |  |  | 20   |
| 70—74 | 11   |  |  | 16   |
| 65—69 | 11   |  |  | 14   |
| 60—64 | 11   |  |  | 17   |
| 55—59 | 12   |  |  | 11   |
| 50—54 | 13   |  |  | 14   |
| 45—49 | 15   |  |  | 9    |
| 40—44 | 15   |  |  | 8    |
| 35—39 | 10   |  |  | 12   |
| 30—34 | 16   |  |  | 14   |
| 25—29 | 18   |  |  | 12   |
| 20—24 | 8    |  |  | 15   |
| 15—19 | 8    |  |  | 17   |
| 10—14 | 17   |  |  | 6    |
| 5—9 | 12   |  |  | 8    |
| 0—4 | 15   |  |  | 8    |
| Просек : | 38,7 |  |  | 46,1 |

| Година пописа     | 1948. | 1953. | 1961. | 1971. | 1981. | 1991. | 2002. |
| ----------------- | ----- | ----- | ----- | ----- | ----- | ----- | ----- |
| Број домаћинстава | 266   | 264   | 248   | 219   | 182   | 156   | 124   |

| Број чланова      | 1  | 2  | 3  | 4  | 5  | 6  | 7 | 8 | 9 | 10 и више | Просек |
| ----------------- | -- | -- | -- | -- | -- | -- | - | - | - | --------- | ------ |
| Број домаћинстава | 21 | 34 | 15 | 22 | 15 | 11 | 3 | 2 | 0 | 1         | 3,33   |

| Пол    | Укупно | Неожењен/Неудата | Ожењен/Удата | Удовац/Удовица | Разведен/Разведена | Непознато |
| ------ | ------ | ---------------- | ------------ | -------------- | ------------------ | --------- |
| Мушки  | 159    | 31               | 108          | 10             | 10                 | 0         |
| Женски | 192    | 31               | 103          | 51             | 7                  | 0         |
| УКУПНО | 351    | 62               | 211          | 61             | 17                 | 0         |

| Пол    | Укупно                    | Пољопривреда, лов и шумарство | Рибарство                            | Вађење руде и камена | Прерађивачка индустрија       |
| ------ | ------------------------- | ----------------------------- | ------------------------------------ | -------------------- | ----------------------------- |
| Мушки  | 108                       | 98                            | 0                                    | 0                    | 1                             |
| Женски | 52                        | 47                            | 0                                    | 0                    | 2                             |
| Укупно | 160                       | 145                           | 0                                    | 0                    | 3                             |
|        |                           |                               |                                      |                      |                               |
| Пол    | Производња и снабдевање   | Грађевинарство                | Трговина                             | Хотели и ресторани   | Саобраћај, складиштење и везе |
| Мушки  | 0                         | 1                             | 2                                    | 1                    | 0                             |
| Женски | 0                         | 0                             | 0                                    | 0                    | 0                             |
| Укупно | 0                         | 1                             | 2                                    | 1                    | 0                             |
|        |                           |                               |                                      |                      |                               |
| Пол    | Финансијско посредовање   | Некретнине                    | Државна управа и одбрана             | Образовање           | Здравствени и социјални рад   |
| Мушки  | 0                         | 0                             | 1                                    | 2                    | 1                             |
| Женски | 0                         | 0                             | 0                                    | 3                    | 0                             |
| Укупно | 0                         | 0                             | 1                                    | 5                    | 1                             |
|        |                           |                               |                                      |                      |                               |
| Пол    | Остале услужне активности | Приватна домаћинства          | Екстериторијалне организације и тела | Непознато            | Непознато                     |
| Мушки  | 0                         | 0                             | 0                                    | 1                    | 1                             |
| Женски | 0                         | 0                             | 0                                    | 0                    | 0                             |
| Укупно | 0                         | 0                             | 0                                    | 1                    | 1                             |